# Син Дракули (фільм, 1943)
«Син Дракули» (англ. Son of Dracula) — фільм жахів з Класичною серії фільмів жахів студії Universal. Фільм є сиквелом відразу трьох циклів — про Дракулу, Людину-вовка і монстра Франкенштейна. Режисером фільму виступив Роберт Сіодмак. «Син Дракули» є першою роботою режисера для студії Universal. Картина знята за сценарієм Курта Сіодмака, який є молодшим братом режисера. Це третій фільм у трилогії про Дракулу студії Universal, далі вампір з'являвся вже в кроссоверах. Головні ролі виконали Лон Чейні-молодший та Евелін Анкерс.

## Сюжет
Граф Алукард, таємничий незнайомець, прибуває в США на запрошення Кетрін Колдвелл, однієї з дочок Новоорлеанський полковника, власника плантації Колдвелл. Незабаром після його прибуття, полковник помирає та залишає своє багатство двом дочкам: Клер отримує всі гроші, а Кетрін — його плантацію «Темні Дуби». Кетрін таємно виходить заміж за Алукарда, уникаючи свого давнього друга Френка Стенлі. Френк намагається перешкодити парі і стріляє в Алукарда, але кулі йдуть прямо через тіло Графа й потраляють у Кетрін, вочевидь, вбиваючи її.
Вражений Френк біжить до професора Брюстера й все розповідає йому, професор приїжджає в «Темні Дуби» й зустрічає там Алукарда та живу Кетрін. Пара розповідає йому, що надалі вони будуть присвячувати дні науковим дослідженням, а приймати гостей тільки вночі. Френк приходить в поліцію й зізнається у вбивстві Кетрін. Брюстер пробує переконати шерифа, що він бачив Кетрін живу і вона буде зайнята весь день, але Шериф наполягає на поїздці в «Темні Дуби». Він знаходить мертве тіло Кетрін й привозить його в морг.
Тим часом угорський професор Лазло приїжджає в будинок Брюстера. Доктор Брюстер зауважив, що слово Алукард в зворотному прочитанні буде Дракула і розуміє, що той є вампіром. Пізніше мати приносить до професора сина, якого вкусили в шию, і це тільки підтверджує припущення Лазло. Згодом Граф приходить до Брюстера й Лазло, але вони дістають хрест, направляють його на графа, і той зникає.
Вампір Кетрін входить в камеру Френка й пояснює, що вона все ще любить його, що вона вийшла заміж за Алукарда тільки, щоб досягти безсмертя, і що вона хоче розділити безсмертя з ним. Френк спочатку не погоджується, але потім поступається їй, оскільки вона повідомляє, як знищити Алукарда. Френк збігає з в'язниці й шукає потаємне місце Алукарда; воно знаходиться на болотах в печері, там стоїть його труну, в якому граф ховається від сонячних променів. Френк спалює його труну. Графу ніде сховатися від сонячних променів, і він помирає. Брюстер, Лазло і шериф знаходять те місце, де вдень спав Алукард, й виявляють лише його скелет. Тоді вони йдуть в «Темні Дуби», де дізнаються, що Френк також підпалив Кетрін і тим самим знищив і її.

## Команда
| - Лон Чейні-молодший — Граф Алукард (Дракула) - Евелін Анкерс — Клер Колдвелл - Роберт Пейдж — Френк Стенлі - Луїз Олбріттон — Кетрін Колдвелл - Френк Кревен — Доктор Брюстер - Дж. Едвард Бромберг — Професор Лазло - Семюел С. Гайндс — Джордж Сіммонс - Аделін Де Волт Рейнольдс — Мадам Зімба - Пет Моріарті — Шериф Девіс - Етта Макденіел — Сара - Джордж Ірвінг — Полковник Колдвелл - Чарльз Бейтс — Томмі Ленд (у титрах не вказаний) - Джоан Блер — Місіс Ленд (у титрах не вказана) - Джесс Лі Брукс — Камердинер Стівен (у титрах не вказаний) - Джиммі Кроу — помічник мадам Зімби (у титрах не вказаний) - Сиріл Делеванті — Доктор Пітерс (у титрах не вказаний) - Роберт Дадлі — Мировий Суддя Джонатан Кірбі (у титрах не вказаний) - Бен Ірвей — Чарлі, кондуктор у потязі (у титрах не вказаний) - Роберт Ф. Гілл — Заступник френка (у титрах не вказаний) - Сем Макденіел — Енді, слуга, який зустрічає Дракулу (у титрах не вказаний) - Джордж Мікер — Гість на вечірці (у титрах не вказаний) - Чарльз Р. Мур — Метью, робітник на плантації (у титрах не вказаний) - Джек Роквелл — Помічник Джек (у титрах не вказаний) - Волтер Сенд — Помічник Мак (у титрах не вказаний) - Еммет Сміт — Скуга (у титрах не вказаний) | - Сценарій — Ерік Тейлор, Курт Сіодмак - Продюсер — Форд Бібі - Асоційований продюсер — Дональд Г. Браун - Виконавчий продюсер — Джек Дж. Гросс - Режисер — Роберт Сьодмак - Композитор — Ганс Й. Зальтер - Оператор — Джордж Робінсон - Художники — Джон Б. удман, Мартін Обзіна - Художник по костюмам — Вера Вест - Художники по декораціям — Рассел А. Гаусман, Едвард Р. Робінсон - Монтаж — Сол А. Гудкайнд |

## Виробництво
Фільм був заснований на оповіданні Курта Сіодмака, який згодом був адаптований у сценарій Еріком Тейлором. Спочатку режисер Роберт Сьодмак не хотів знімати фільм, але в підсумку погодився і зйомки зайняли усього 16 днів, а його гонорар склав 125 доларів на тиждень.
У перших прес-релізах 1943 року стверджувалося, що вампір в фільмі є нащадком Дракули, що відображено в назві картини. Це підтверджується в діалозі двох персонажів, професора Лазло і доктора Брюстера, один іншому каже, що вампір і є Дракула. Але далі в одній зі сцен Кетрін кажучи про вампіра вимовляє фразу «він Дракула».
Цей фільм став першим, в якому було показано, як кажан перетворюється на людину. Ефект був зроблений майстром спецефектів Джоном П. Фултоном. Фултон був головним художником спеціальних ефектів компанії Universal Pictures починаючи з фільму «Людина-невидимка» 1933 року. Так кінострічка є першим фільмом в якому Дракула з'являється в Америці.
Фільм вийшов в прокат в США 5 листопада 1943 року.

## Критика
В основному фільм отримав змішані оцінки критиків. Агрегатор рецензій Rotten Tomatoes дав картині рейтинг 60%, на основі 15 рецензій. Глядачі оцінили фільм у 32%.
Критику з сайту Клуб-Крік в цілому сподобався сюжет фільму. Так само він відзначає «відмінну гру» Лона Чейні молодшого, який «своїм талантом привніс щось нове в роботу». Порівнюючи Дракулу Лугоши з образом Дракули, який створив на екрані Чейні, критик пише, що «він свідомо показово напористий і сильніше, йому не потрібно створювати награну посмішку і хитрувати, цей вампір вважає за краще діяти в відкриту, використовуючи всю свою міць.»
Критик Пол Чамберс з сайту Movie Chambers навпаки же називає гру Лона Чейні молодшого в цьому фільмі гіршою за всю його кар'єру: «стовп має більше харизми ніж Чейні в ролі Алукарда. Його гра болісно повільна й незграбна.»
Кінокритик Денніс Шварц теж лає гру Чейні роблячи акцент на тому, що «вампір розмовляє з американським акцентом, хоча він приїхав з Угорщини.»

## Продовження та спадщина
Уже наступного року на екрани виходить фільм «Будинок Франкенштейна» (1944), а потім «Будинок Дракули» (1945) в яких так само з'являється Дракула, але вже не є головною дійовою особою. В обох продовженнях роль вампіра виконав Джон Керрадайн.
У фільмі вперше використано зворотне написання імені Дракули — Алукард. Згодом дана зміна неодноразово використовувалося для іменування персонажів у творах про вампірів. У серії відеоігор Castlevania присутній персонаж на ім'я Алукард, який також є сином Дракули. За сюжетом гри він пішов проти батька і взяв собі це ім'я, щоб показати, що він — протилежність графу. Так само успадкував від батька можливість перетворення в кажана. Вперше даний персонаж з'явився в Castlevania III: Dracula's Curse як боса, де після перемоги над ним стає іграбельним персонажем.
В манзі і заснованих на ній аніме й OVA «Hellsing» це ім'я носить сам граф Дракула.